# Tom Olsson
Tom Johan Anders Olsson, född 6 november 1929 i Oscars församling i Stockholm, död 2 februari 2015 i Oscars församling i Stockholm, var en svensk barn- och vuxenskådespelare, teaterregissör, konstnär och teaterhistoriker.

## Biografi
Olsson var son till musikläraren och konstnären Edvin Olsson och teaterförläggaren Lill Olsson. Redan i tidig ålder började han med skådespeleri och filmdebuterade sex år gammal i succéfilmen Ebberöds bank 1935. Därefter följde ett stort antal filmroller, bland annat titelrollen i Göranssons pojke 1941, avslutat med mindre vuxenroller i Ingmar Bergmans Djävulens öga 1960 och Arne Mattssons Den gula bilen 1963. På Dramaten spelade han sin första roll i pjäsen Nederlaget 1939. Denna följdes av en mängd framträdande roller på Dramaten fram till 1957, såsom huvudrollerna i David Copperfield (1941), Lille lorden (1941) och Skattkammarön (1944). Han spelade också i uppsättningar på Vasateatern – till exempel Nog lever farfar av Paul Osborn i regi av Olof Molander (1941) – och verkade som skådespelare och regissör på Göteborgs stadsteater 1954–1957.
Han studerade vid Otte Skölds målarskola i Stockholm. Han genomförde därefter studieresor till Medelhavsländerna vilket kom att avspegla sig i hans konst. Han har deltagit några gånger i Unga tecknare på Nationalmuseum och Galerie Æsthetica i Stockholm 1950 och 1951. Som konstnär har han arbetat med kubistinfluerade motiv från Sydeuropa och landskap.
Olsson översatte dramatik till svenska och studerade teaterhistoria vid Stockholms universitet med en fil kand 1970. Han hyste ett särskilt stort intresse för den amerikanske dramatikern Eugene O'Neill och doktorerade 1977 med avhandlingen O'Neill och Dramaten efter forskningsarbete vid Yale University. 1979 var han med att grunda det internationella Eugene O'Neill Society, i vars styrelse han under flera år var ledamot.
Som chef för Dramatens bibliotek och arkiv 1976–1991 blev han en central kunskapskälla inom svensk teatervetenskap.
Olsson är begravd på Galärvarvskyrkogården i Stockholm. Han var gift med Ann Olsson och fick två söner.

## Filmografi i urval
- 1935 – Ebberöds bank
- 1936 – Äventyret
- 1937 – Familjen Andersson
- 1937 – Vi går landsvägen
- 1939 – Folket på Högbogården
- 1940 – Hjältar i gult och blått
- 1940 – Swing it, magistern!
- 1940 – Juninatten
- 1940 – Beredskapspojkar
- 1941 – Göranssons pojke
- 1943 – Prästen som slog knockout
- 1960 – Djävulens öga
- 1963 – Den gula bilen

## Teater

### Roller
| År   | Roll                  | Produktion                   | Regi              | Teater      |
| ---- | --------------------- | ---------------------------- | ----------------- | ----------- |
| 1939 | Guy, barn             | Nederlaget Nordahl Grieg     | Svend Gade        | Dramaten    |
| 1939 | William (Bill) Harvey | Guldbröllop Dodie Smith      | Carlo Keil-Möller | Dramaten    |
| 1941 | Pud                   | Nog lever farfar Paul Osborn | Olof Molander     | Vasateatern |

### Regi
| År   | Produktion                  | Upphovsmän      | Teater                                                | ggr | Ref.  |
| ---- | --------------------------- | --------------- | ----------------------------------------------------- | --- | ----- |
| 1955 | Åsnan Kal från Slottsskogen | Rune Andréasson | Göteborgs stadsteater 30 november 1955–1 januari 1956 | 12  | [ 7 ] |

## Bilder

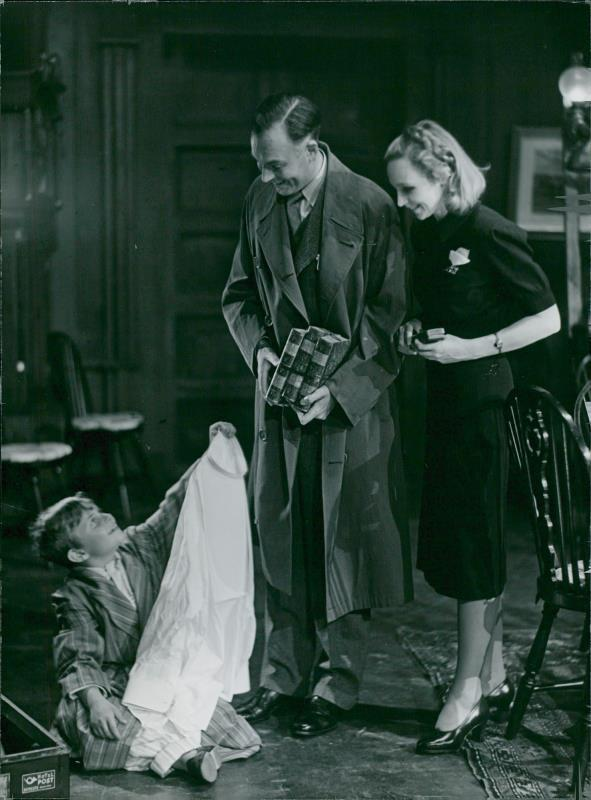
Med Håkan Westergren och Inga Tidblad i Guldbröllop, Dramaten 1939.
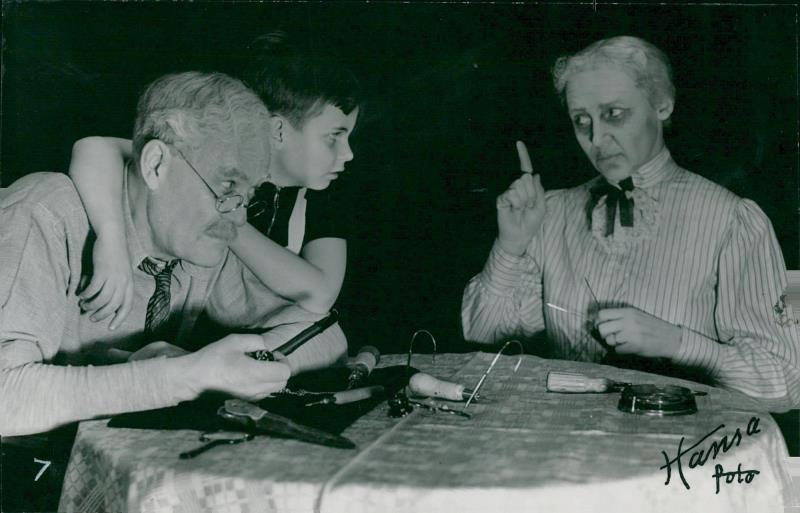
Victor Sjöström,Tom Olsson och Märta Arbin i Nog lever farfar, Vasateatern 1941.
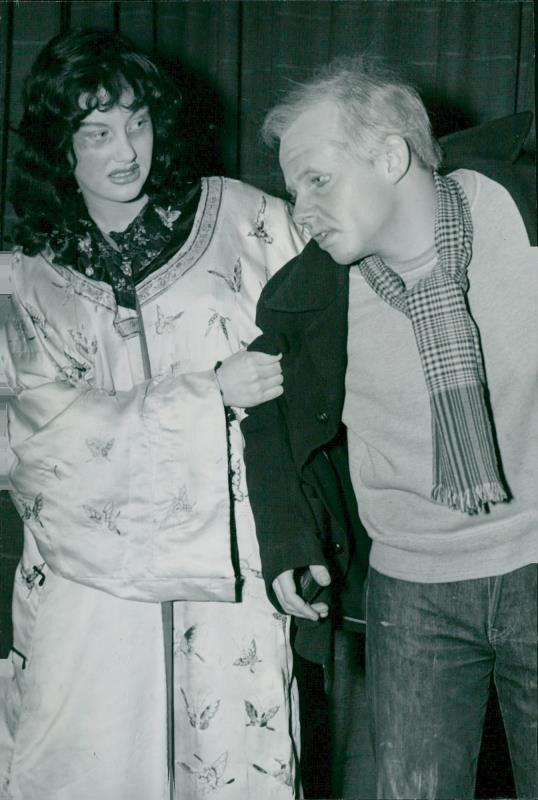
Sonja Richter och Tom Olsson i en pjäs på Ung Teater 1952.
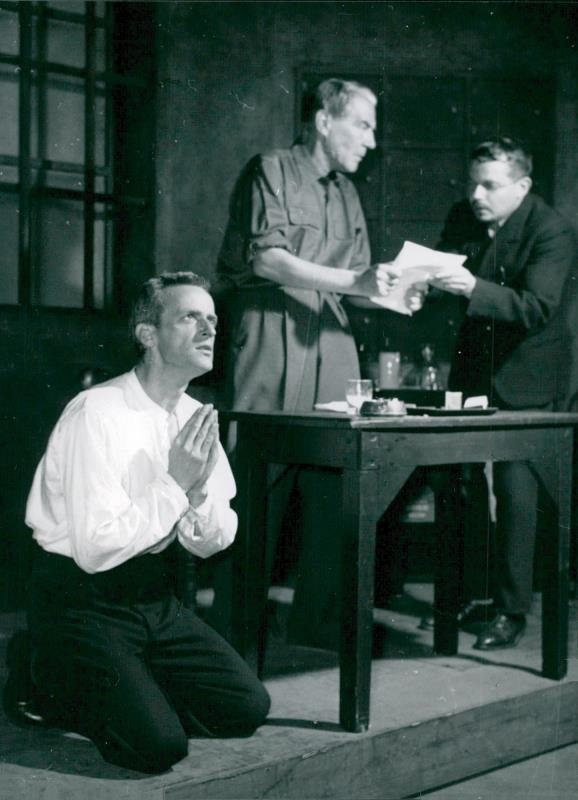
Arne Nyberg, Olle Florin och Tom Olsson i Fången, Göteborgs stadsteater 1955.
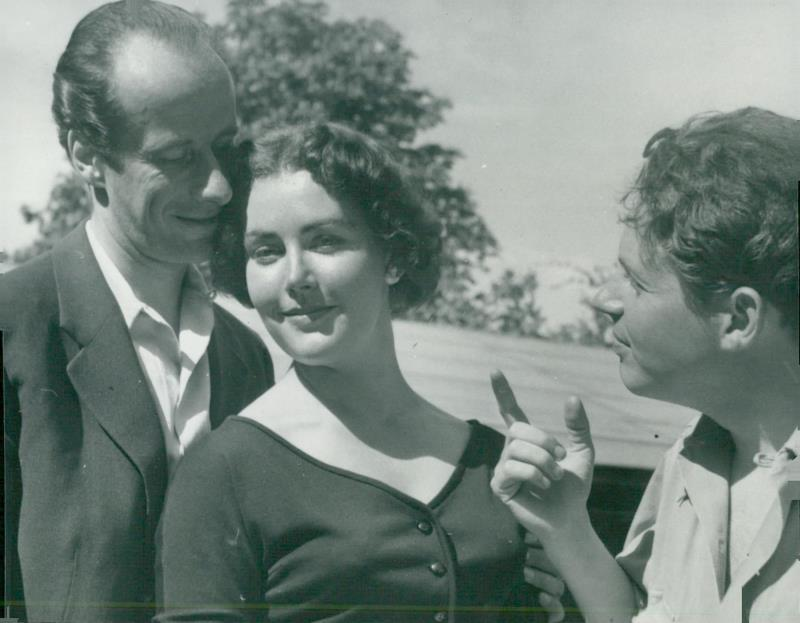
Tom Olsson (t.h.) regisserade De ljusgula handskarna för Parkteatern 1957. T.v.: Leif Liljeroth och Ninja Lannerstedt.